# بيتر خليل
بيتر خلـيل (بالإنجليزية: Peter Khalil)‏ هو لاعب كرة مضرب وسياسي أسترالي، ولد في 23 مارس 1973 في ملبورن في أستراليا. حزبياً، نشط في حزب العمال الأسترالي. وقد انتخب عضو مجلس النواب الأسترالي عن دائرة Division of Wills ‏ (2 يوليو 2016 – ).

## وصلات خارجية
- الموقع الرسمي